# Kent Massey
Joseph Kent Massey (* 2. April 1952 in Oklahoma City) ist ein ehemaliger US-amerikanischer Segler.

## Erfolge
Kent Massey nahm an den Olympischen Spielen 1996 in Atlanta neben Jim Barton als Crewmitglied des US-amerikanischen Bootes der Soling-Klasse von Skipper Jeff Madrigali teil. Nach zehn Wettfahrten im Fleet Race qualifizierten sie sich mit 36 Punkten als Zweite direkt für das Halbfinale, das wie die übrige Endrunde im Match Race ausgetragen wurde. Sie unterlagen dort dem russischen Boot glatt mit 0:3, besiegten im Duell um den dritten Rang aber das britische Boot mit 3:1, womit Massey, Barton und Madrigali die Bronzemedaille gewannen. Zwei Jahre zuvor hatte sich die Crew in Helsinki ebenfalls Bronze bei den Weltmeisterschaften gesichert.